# Genki Haraguči
Genki Haraguči (* 9. květen 1991) je japonský fotbalista.

## Klubová kariéra
Hrával za Urawa Reds, Hertha.

## Reprezentační kariéra
Genki Haraguči odehrál za japonský národní tým v letech 2011–2019 celkem 53 reprezentačních utkání.

## Statistiky
| Japonsko | Japonsko | Japonsko |
| Roky     | Záp.     | Góly     |
| -------- | -------- | -------- |
| 2011     | 1        | 0        |
| 2012     | 0        | 0        |
| 2013     | 2        | 0        |
| 2014     | 0        | 0        |
| 2015     | 8        | 1        |
| 2016     | 9        | 5        |
| 2017     | 9        | 0        |
| 2018     | 11       | 2        |
| 2019     | 13       | 3        |
| Celkem   | 53       | 11       |